# Moordiek
Moordiek est une commune allemande de l'arrondissement de Steinburg, Land de Schleswig-Holstein.

## Géographie
Moordiek se situe à proximité des marais (Moor en allemand) de Breitenburg dont on exploitait la tourbe jusqu'en 1990.
La Bundesstraße 206 entre Itzehoe, à 10 km environ, et Bad Bramstedt passe à quelques kilomètres au nord.

## Source, notes et références
- (de) Cet article est partiellement ou en totalité issu de l’article de Wikipédia en allemand intitulé « Moordiek » (voir la liste des auteurs).